# ساخت بر اساس موجودی
تولید بر اساس موجودی (به انگلیسی: Build to stock) یا ساخت بر اساس موجودی، (به انگلیسی: Make to stock) بصورت (اختصاری BTS,MTS) یک روش تولید است، که در آن برنامه‌ریزی تولید براساس پیش‌بینی فروش یا تاریخچه تقاضا انجام می‌شود.